# インプルネータ
インプルネータ（伊: Impruneta）は、イタリア共和国トスカーナ州フィレンツェ県にある、人口約14,000人の基礎自治体（コムーネ）。

## 地理

### 位置・広がり
フィレンツェの中心部の南約10キロメートルに位置する。

#### 隣接コムーネ
隣接するコムーネは以下の通り。
- バーニョ・ア・リーポリ
- フィレンツェ
- グレーヴェ・イン・キアンティ
- サン・カシャーノ・イン・ヴァル・ディ・ペーザ
- スカンディッチ

### 気候分類・地震分類
インプルネータにおけるイタリアの気候分類 (it) および度日は、zona E, 2186 GGである。
また、イタリアの地震リスク階級 (it) では、zona 3 (sismicità bassa) に分類される。

## 行政

### 分離集落
インプルネータには以下の分離集落（フラツィオーネ）がある。
- Bagnolo, Cantagallo, Baruffi, Bottai, Falciani, Il Ferrone, Poggio Ugolino, Pozzolatico, Tavarnuzze, San Gersolè-Torre Rossa

## 姉妹都市
- Prachatice、チェコ
- ベルリーヴ＝シュル＝アリエ（フランス語版）、フランス
- ハーダマル、ドイツ